# Hyundai Stellar
Hyundai Stellar – samochód osobowy klasy średniej produkowany pod południowokoreańską marką Hyundai w latach 1983 – 1992.

## Historia i opis modelu

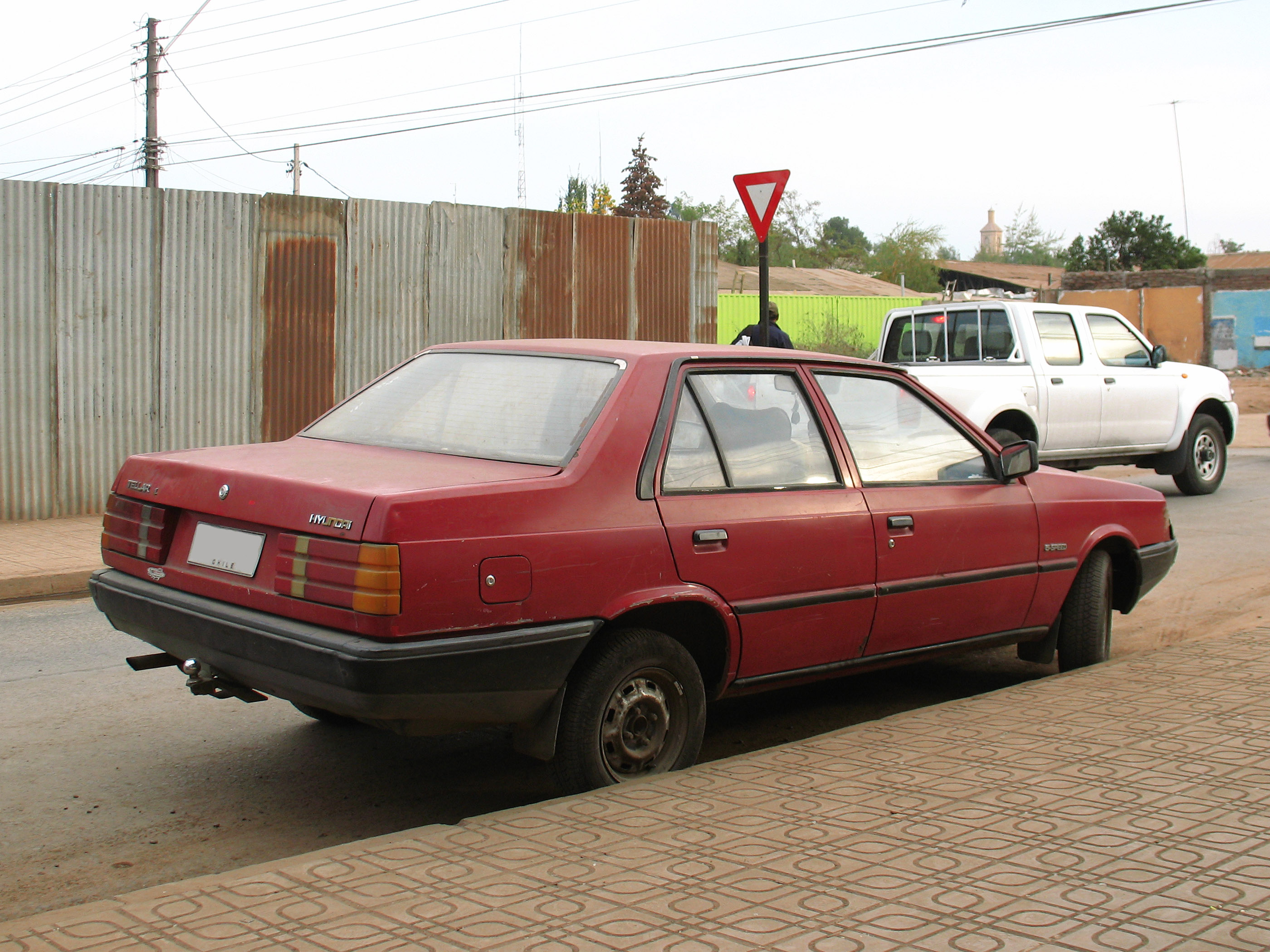
Hyundai Stellar - tył

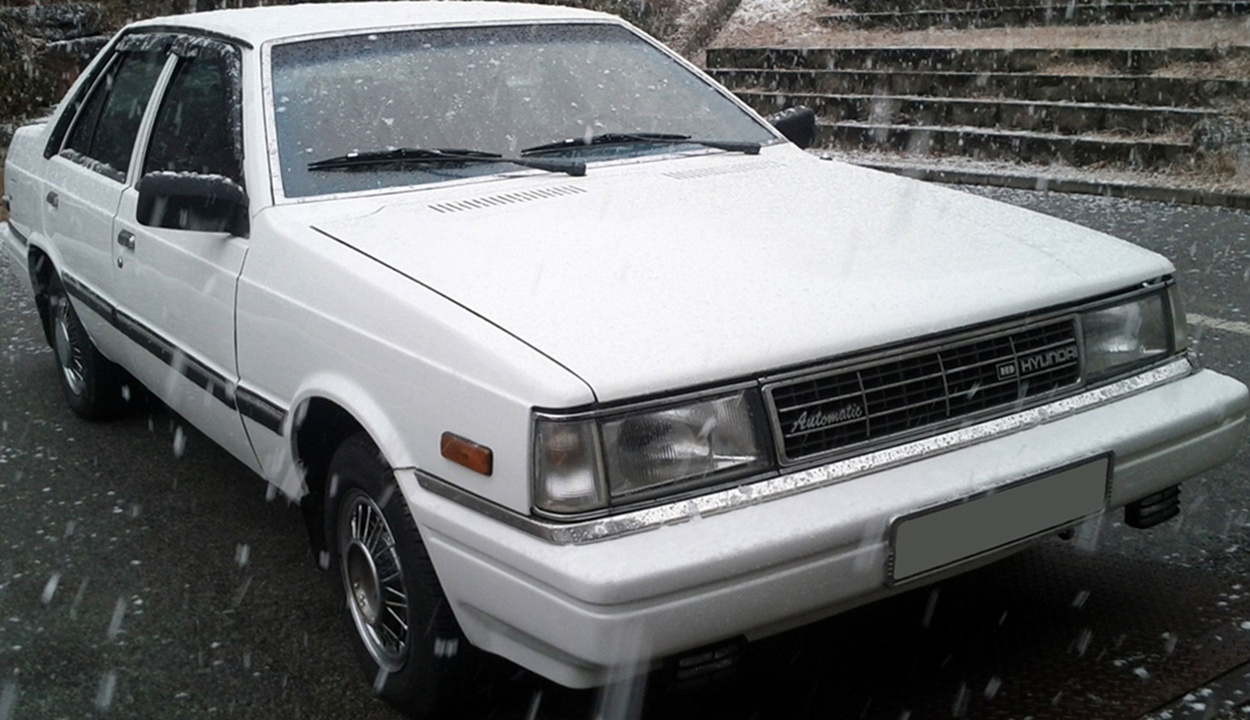
Hyundai Stellar po liftingu

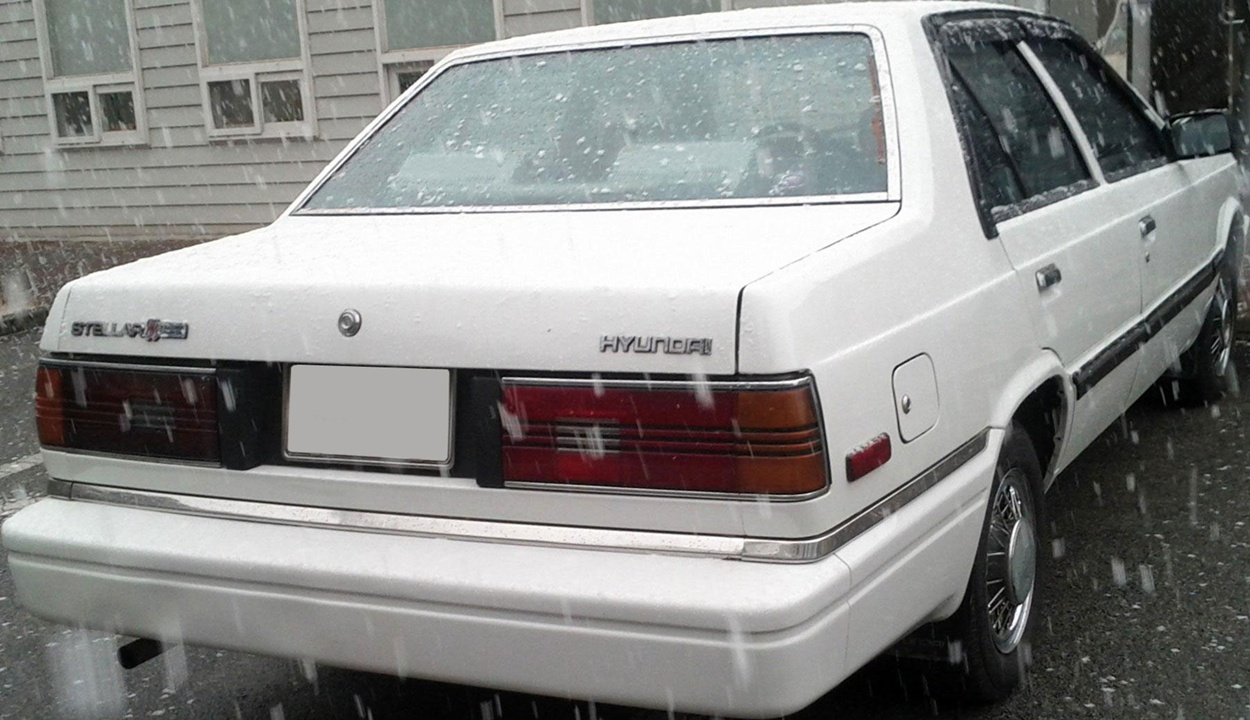
Hyundai Stellar - tył po liftingu

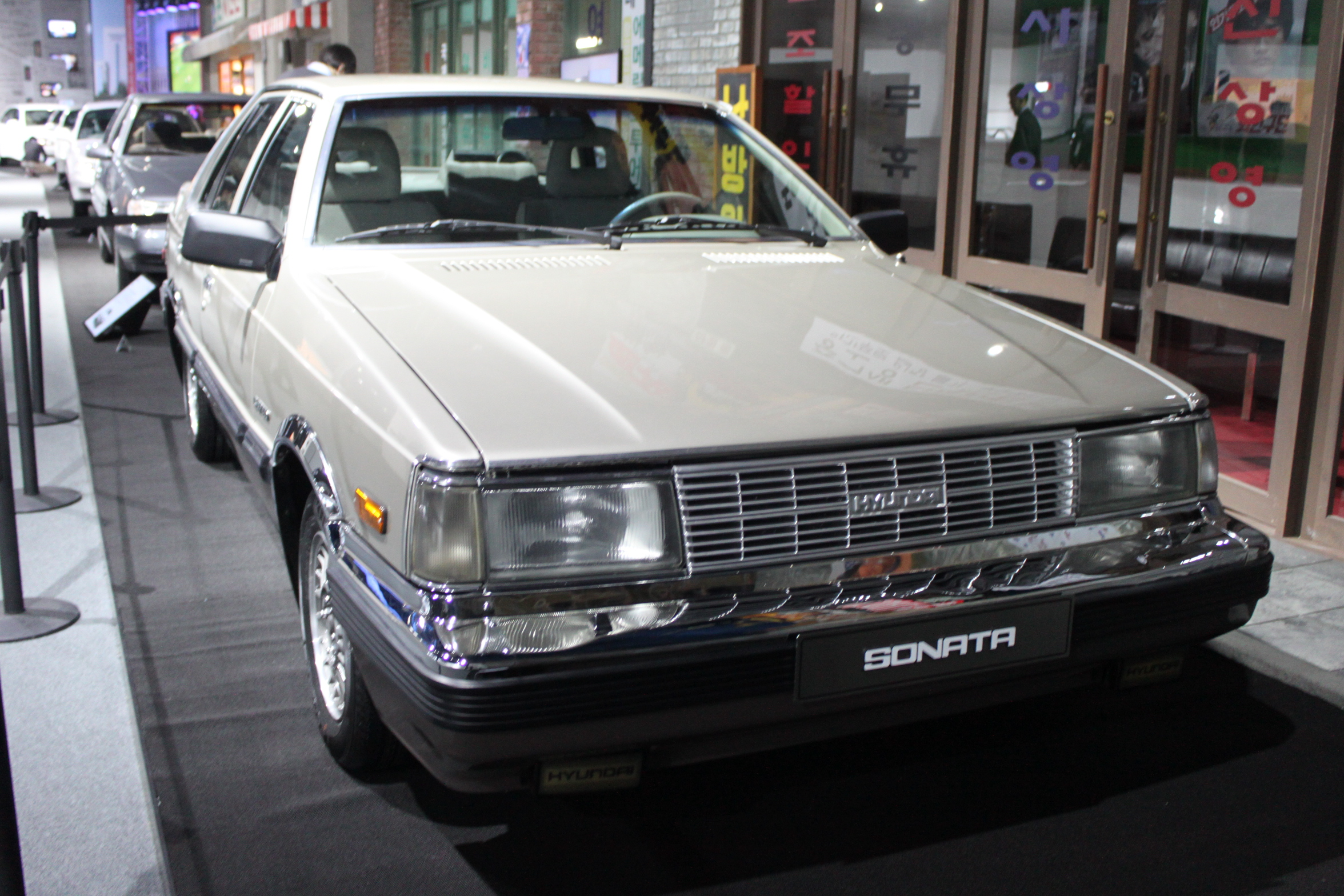
Hyundai Sonata

Model Stellar zadebiutował w połowie 1983 roku jako średniej wielkości, tylnonapędowy sedan stanowiący większą i przestronniejszą alternatywę dla modelu Excel. 
Samochód został opracowany na podzespołach dotychczas wytwarzanego w zakładach Hyundaia Forda Cortiny, otrzymując kanciasto zaprojektowane trójbryłowe nadwozie wykonane we włoskim studiu stylistycznym Italdesign Giugiaro pod dowództwem Giorgetto Giugiaro.

### Sonata
W 1985 roku na rynku Korei Południowej zadebiutowała topowa, bardziej luksusowa wersja o nazwie Sonata. Pod kątem wizualnym wyróżniała się ona większą liczbą chromowanych ozdobników nadwozia oraz bogatszym wyposażeniem standardowym.

### Lifting
W 1987 roku Hyundai Stellar przeszedł obszerną restylizację nadwozia, która przyniosła nowy wygląd zarówno przedniej, jak i tylnej części nadwozia. Pojawiły się większe, obszerniejsze reflektory, a także zmodyfikowany kształt atrapy chłodnicy, inny układ żarówek w lampach tylnych oraz bardziej masywne zderzaki.

### Sprzedaż
Hyundai Stellar był samochodem o globalnym zasięgu rynkowym. Poza rodzimym rynkiem Korei Południowej, pojazd sprzedawano także w Europie Zachodniej, krajach azjatyckich, Ameryce Południowej oraz Kanadzie. Na rynkach globalnych Hyundai Stellar zdobył popularność szczególnie wśród taksówkarzy.
Po tym, jak na wybranych rynkach jak Stellar był oferowany równolegle z większym modelem Sonata drugiej generacji, który zadebiutował w 1988 roku, trzecia generacji tej linii modelowej przedstawiona w 1993 roku zastąpiła także przestarzałego już wówczas Hyundaia Stellara.

### Silniki
- L4 1.4l Mitsubishi
- L4 1.6l Mitsubishi
- L4 2.0l Mitsubishi